# Karin Jurschick
Karin Jurschick (* 17. Oktober 1959 in Essen) ist eine deutsche Filmregisseurin und Autorin. Sie ist Professorin für Dokumentarfilm an der HFF München und arbeitet auch als Drehbuchautorin und Kamerafrau.

## Leben
Jurschick studierte Theater-, Film- und Fernsehwissenschaften, Germanistik und Geschichte an der Universität zu Köln und gehörte 1984 zum Gründungsteam der Feminale, dem internationalen Frauenfilmfestival. Vierzehn Jahre lang organisierte sie das FrauenFilmFestival mit. Von 1990 bis 1994 war sie Kulturredakteurin der Stadtrevue Köln und gab 1994 in Zusammenarbeit mit Eva Hohenberger Blaue Wunder. Neue Filme und Videos von Frauen 1984–1994 heraus. Ab 1995 realisierte sie als freie Hörfunk- und Fernsehautorin zahlreiche Fernsehbeiträge u. a. für den WDR Köln. Außerdem veröffentlichte sie Artikel in Filmzeitschriften und hielt Vorträge und Lehrveranstaltungen. Ihre Wirkungsstätten waren u. a. die Kunsthochschule für Medien Köln, die Internationale Filmschule Köln, die Universität Bochum, die UdK Berlin und die Kunstuniversität Linz. Seit 2000 führt Jurschick auch Regie und übernimmt die Produktion langer Dokumentarfilme. Seit dem Jahr 2017 ist sie Professorin für Dokumentarfilm an der HFF München.
Jurschick lebt und arbeitet in Berlin und München.

## Filmografie (Auswahl)
- 2016: Dokumentarfilm „Krieg & Spiele“ (Regie und Drehbuch)[3][4]
- 2012: Dokumentarfilm „7 Stunden Todesangst – Das Überleben der Susanne Preusker“ (Regie und Drehbuch)

## Auszeichnungen (Auswahl)
- 1999: Medienpreis des BLSJ (heute „Felix-Rexhausen-Preis“)
- 2001: FIPRESCI Award Berlinale-Forum
- 2003: Arte-Dokumentarfilmpreis
- Adolf-Grimme-Preis 2004
- Nominierung für Adolf-Grimme-Preis 2006 und Grimme-Preis 2012